# هانز هرشميولير
هانز هرشميولير (بالألمانية: Hans Hirschmüller) (و. 1940 – م) هو ممثل، وكاتب من ألمانيا. ولد في رومانيا.

## وصلات خارجية
- هانز هرشميولير على موقع IMDb (الإنجليزية)
- هانز هرشميولير على موقع ألو سيني (الفرنسية)
- هانز هرشميولير على موقع أول موفي (الإنجليزية)
- هانز هرشميولير على موقع قاعدة بيانات الأفلام السويدية (السويدية)
- هانز هرشميولير على موقع قاعدة بيانات الفيلم (الإنجليزية)
- هانز هرشميولير على موقع كينوبويسك (الروسية)